# Lars Frölander
Lars Arne Frölander (* 26. května 1974 Boden) je bývalý švédský plavec. Vyrostl v Borlänge, absolvoval Southern Methodist University v Texasu a byl členem klubů Borlänge SS, Sundsvalls SS a Linköpings ASS.
V letech 1992 až 2012 startoval jako první plavec v historii na šesti olympijských hrách v řadě. Na Letních olympijských hrách 2000 vyhrál závod na 100 metrů motýlek, v letech 1992 a 1996 získal stříbrnou medaili se švédskou kraulařskou štafetou. Na LOH 2004 nesl vlajku své země při slavnostním zahájení.
Získal dvě zlaté medaile na mistrovství světa v plavání (1994 štafeta na 4×200 m volný způsob, 2001 100 m motýlek) a sedm zlatých medailí na mistrovství světa v plavání v krátkém bazénu (1993 4×200 m volný způsob, 1997 100 m motýlek, 1999 100 m motýlek a 100 m volný způsob, 2000 4×100 m volný způsob, 100 m motýlek a 100 m volný způsob). Je trojnásobným mistrem Evropy (1997, 1999 a 2000 100 m motýlek) a devítinásobným mistrem Evropy v plavání v krátkém bazénu (1998 100 m volný způsob a 4×50 m polohový závod, 1999 50 m motýlek, 100 m motýlek, 4×50 m polohový závod, 4×50 m volný způsob, 2001 4×50 m volný způsob, 2001 a 2005 50 m motýlek). Dvakrát překonal světový rekord na 100 m motýlek v krátkém bazénu.
V roce 1999 získal stipendium princezny Viktorie a v roce 2000 mu byla udělena Zlatá medaile Svenska Dagbladet.
Trpěl alergií na chlor, které se podle vlastních slov zbavil poté, co přešel na veganskou stravu.